# رابرت لو ویگان
رابرت لو ویگان (فرانسوی: Robert Le Vigan‎؛ ۷ ژانویهٔ ۱۹۰۰ – ۱۲ اکتبر ۱۹۷۲) یک هنرپیشه اهل فرانسه بود.
از فیلم‌ها یا برنامه‌های تلویزیونی که وی در آن نقش داشته است می‌توان به مادام بوواری، گلگتا، سگ زرد، خرمن اشاره کرد.